# Las Lajas (canton)
Pour les articles homonymes, voir Las Lajas.
Las Lajas est un canton d'Équateur situé dans la province d'El Oro.